# Parasiccia marginipuncta
Parasiccia marginipuncta là một loài bướm đêm thuộc phân họ Arctiinae, họ Erebidae.